# Морщихин, Сергей Александрович
Серге́й Алекса́ндрович Морщи́хин (22 декабря 1903 (4 января 1904) — 17 февраля 1963, Ленинград) — советский театральный режиссёр. Лауреат Сталинской премии второй степени (1947).

## Биография
Сергей Морщихин родился 22 декабря 1903 (4 января 1904). В 1927 году окончил Первую художественную студию в Ленинграде по классу Константина Тверского, был актёром Театра Первой художественной студии. В 1929 году, когда Тверской возглавил Большой драматический театр, Морщихин вместе с другими актёрами студии перешёл в труппу БДТ. Здесь в 1930 году он дебютировал как режиссёр — спектаклем «Пипы суринамские» по пьесе Ф. Брейтигама, П. Кожевникова и Н. Лебедева.
Поставив в Большом драматическом ещё семь спекатклей, в основном по пьесам советских драматургов, в том числе «Укрощение мистера Робинзона» В. Каверина (вместе с Тверским), «После бала» Н. Ф. Погодина и «Славу» B. М. Гусева, Морщихин в 1936 году стал одним из организаторов Мурманского филиала БДТ, в 1938 году реорганизованного в Мурманский областной драматический театр; был первым художественным руководителем этого театра.
В 1942—1947 годах Сергей Морщихин возглавлял Ленинградский драматический театр (с 1959 года — Театр им. Комиссаржевской), созданный в блокадном Ленинграде под названием «Городской». Труппу первоначально составили артисты Радиокомитета и Театра драмы им. Пушкина, оставшиеся в Ленинграде; позже она пополнилась актёрами Нового ТЮЗа и агитвзвода Дома Красной Армии. Театр открылся 18 октября 1942 года спектаклем по пьесе К. Симонова «Русские люди»; среди поставленных Морщихиным спектаклей — «Фронт» А. Корнейчука (1942) и «Нашествие» Л. Леонова (1943).
После войны Морщихин одновременно ставил спектакли в других театрах; поставленный им в 1946 году в Ленинградском театре им. Ленинского комсомола спектакль «Сказка о правде» по пьесе Маргариты Алигер в 1947 был удостоен Сталинской премии II степени.
В 1949 году Морщихин был назначен главным режиссёром Ленинградского Нового театра (c 1953 года — Ленинградский театр им. Ленсовета), переживавшего в то время тяжёлый кризис; однако, как и его предшественник, Б. В. Зон, продержался на этом посту всего 2 года.
В 1939 году Морщихин снялся в роли Командующего в фильме Виктора Эйсымонта «Четвертый перископ». Является автором сценария документального фильма «Театр, рождённый революцией» (1960).
В последние годы жизни Сергей Морщихин был директором Ленинградской Театральной библиотеки имени А. В. Луначарского. Умер 17 февраля 1963 года; похоронен на Богословском кладбище Санкт-Петербурга.

## Творчество

### Театральные постановки
Большой драматический театр
- 1930 — «Пипы суринамские» по пьесе Ф. Брейтигама, П. Кожевникова и Н. Лебедева
- 1930 — «Утопия» братьев Тур и А. Штейна, Я. Горева
- 1931 — «Дело чести» И. Микитенко
- 1932 — «Джой-стрит» («Улица радости») Н. А. Зархи
- 1933 — «Укрощение мистера Робинзона» В. А. Каверина (совместно с К. К. Тверским)
- 1934 — «После бала» Н. Ф. Погодина
- 1935 — «Бесприданница» A. Н. Островского
- 1935 — «Слава» B. М. Гусева

Ленинградский драматический театр
- 1942 — «Фронт» А. Е. Корнейчука
- 1942 — «Нашествие» Л. М. Леонова

Ленинградский Новый театр
- 1949 — «Восходит солнце» С. Вургуна
- 1949 — «Зеленая улица» А. А. Сурова
- 1950 — «Жигули» Е. Д. Дюфанова
- 1951 — «Вторая любовь» Е. Ю. Мальцева и Н. А. Венкстерн
- 1952 — «Человек с ружьём» Н. Погодина

## Избранная фильмография
- 1939 — «Четвёртый перископ» — командующий, флагман-адмирал